# Órgão elétrico (instrumento musical)

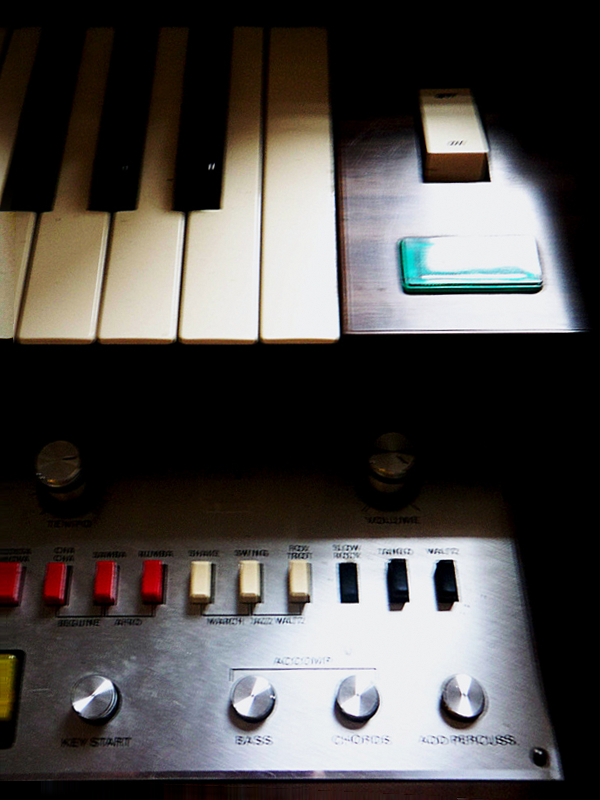
Pormenor de um órgão elétrico da marca Farfisa.

Um órgão elétrico é um instrumento musical destinado a substituir o órgão, mas amplificado eletricamente.
Os órgão elétricos começaram a surgir na década de 1950. O objetivo era construir instrumentos baratos, que pudessem substituir o órgão, mas com uma capacidade sonora maior. Para isso foram criados instrumentos de palhetas mas munidos de fonocaptadores para que o sinal elétrico fosse posteriormente amplificado. Esses fonocaptadores podem ser eletro-estáticos (nos órgãos da marca Radareed eles captam as variações de pressão das palhetas) ou podem ser eletro-magnéticos (nos órgãos da marca Farfisa eles captam as variações magnéticas provocadas pelo movimento das palhetas). Portanto, rigorosamente falando, esses instrumentos não resultam da simples eletrificação do órgão, mas se trata mais de harmônios eletrificados. A adoção do nome de órgão para estes instrumentos ou deve-se à semelhança física com o órgão, ou talvez devido ao facto de em inglês o harmónio também ser chamado de reed organ ("órgão de palheta").
A designação órgão elétrico às vezes é incorretamente aplicada a órgãos eletro-mecânicos e a órgãos eletrônicos.